# Gerald Turek
Gerald Turek (* 9. Juli 1979) ist ein ehemaliger österreichischer MMA-Kämpfer, der zuletzt im Schwergewicht antrat. Sein Spitzname lautet Geri.

## Biografie
Turek begann im Alter von 16 Jahren mit Bodybuilding. Außerdem spielte er acht Jahre lang Tennis. Erst mit 20 Jahren kam er mit MMA in Berührung und fing im Fox-GYM in Wien an zu trainieren. Nebenbei lernte er noch Boxen, Muay Thai und Brazilian Jiu-Jitsu.
Seit 2004 ist Turek Profi, sein großer Durchbruch gelang ihm jedoch erst nach einem Sieg gegen den Top-5-Schwergewichtler aus Deutschland Andreas Kraniotakes. Der Kampf war auch in einer Reportage auf RTL II zu sehen. Nun steht Turek vor seinem ersten Titelkampf. Er trifft am 21. November 2010 in der „Cage Fight Series“ auf den mehrfachen Champion Agim Abdullahu und kämpft mit diesem um den Cagefight-Series-Schwergewichtstitel.
Er trainierte zusammen mit Nandor Guelmino unter Andreas Stockmann.

## Kampfstatistik
| Ergebnis   | Gegner              | Siegart              | Veranstaltung                                     | Datum             |
| Sieg       | Slavomir Molnar     | Decision (unanimous) | CFS 5 – Cage Fight Series 5                       | 21. November 2010 |
| Sieg       | Ilija Loncar        | TKO                  | Ultimate Cage Fighters 3 – Austria vs. Serbia     | 8. Mai 2010       |
| Sieg       | Andreas Kraniotakes | KO                   | WFC 10 – Night of the Champions                   | 27. März 2010     |
| Sieg       | Pavel Botka         | Aufgabe              | Maximus Gym – Lords of the Rings                  | 12. Dezember 2009 |
| Sieg       | Edson Santiago      | Punktentscheidung    | UG 9 – Swiss Las Vegas                            | 2. August 2008    |
| Sieg       | Martinsh Egle       | TKO                  | CFS 3 – Cage Fight Series 3                       | 5. März 2008      |
| Niederlage | Rimgaudas Kutkaitis | TKO                  | Supreme Fighting Challenge – Battle on the Baltic | 20. Januar 2007   |
| Sieg       | Atila Bartosz       | Aufgabe              | TKB – Fight Night Linz 2                          | 7. Oktober 2006   |
| Sieg       | Vitali Werner       | Aufgabe              | FFA – New Talents 2                               | 2. September 2006 |
| Sieg       | Attila Ucar         | Aufgabe              | TKB – Fight Night Linz                            | 8. April 2006     |
| Sieg       | Pavel Botka         | TKO                  | FFC – Free Fight Championship                     | 24. Oktober 2004  |